# Akcydens (poligrafia)

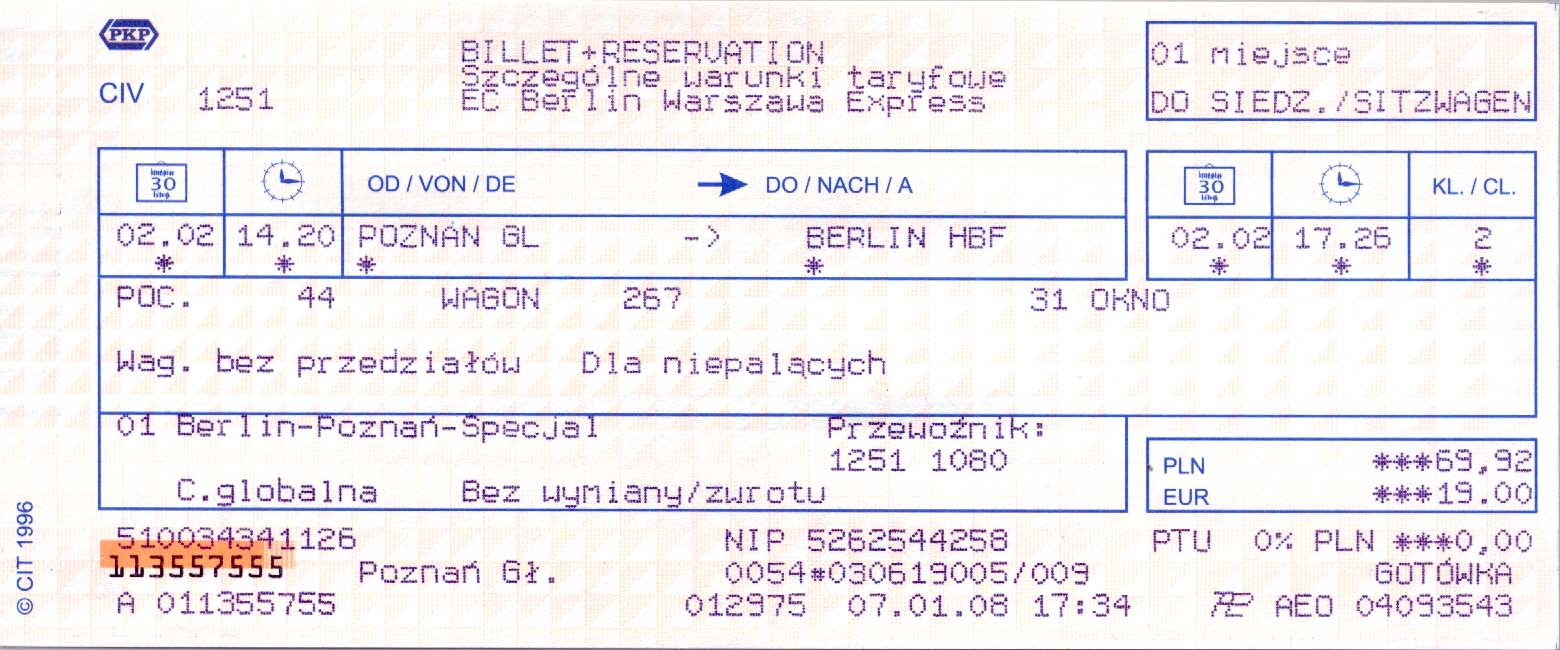
Przykład akcydensu – bilet kolejowy

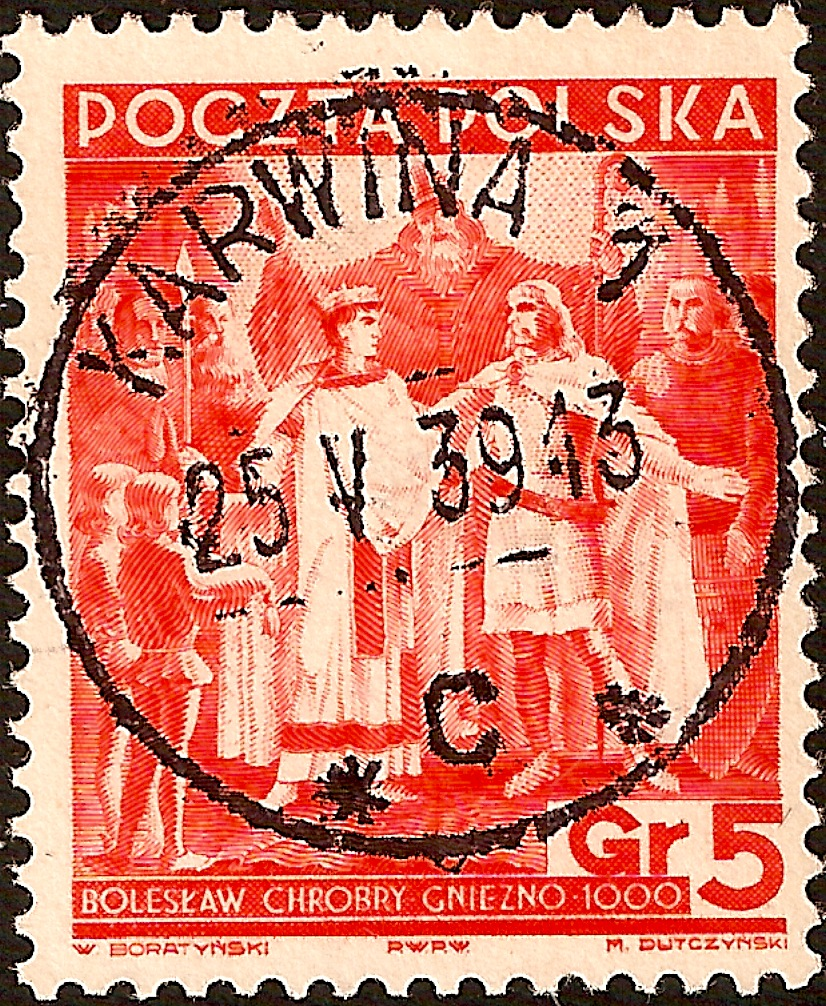
Znaczek pocztowy

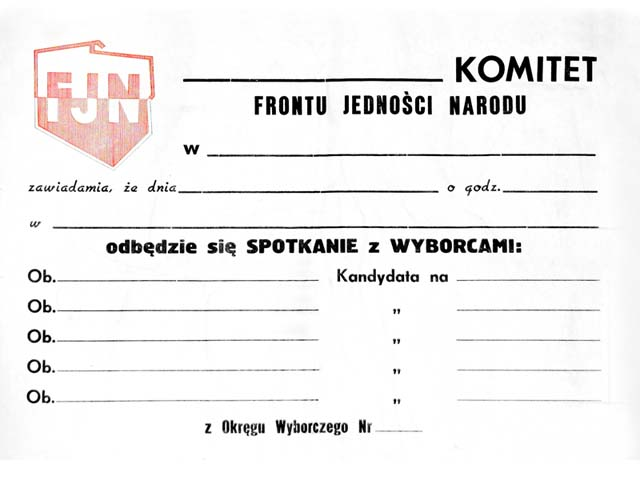
Afisz

Akcydens, druk akcydensowy (łac. accidens „coś przypadkowego”) – wyrób poligraficzny niebędący ani książką, ani czasopismem, ani też zadrukowanym opakowaniem. Zasadniczo jest to wyrób jednoarkuszowy, występujący w postaci jednej kartki lub nierozciętej składki.
Akcydensy to samoistne druki o charakterze użytkowym lub okolicznościowym. Zaliczyć do nich można praktycznie wszystkie pozostałe druki, począwszy od znaczka pocztowego czy wizytówki aż po plakat.

## Podział akcydensów
- akcydensy informacyjne – druki służące do przekazywania informacji, np. afisze, cenniki, kalendarze, katalogi, obwieszczenia, plakaty, programy, prospekty, rozkłady jazdy, ulotki, wizytówki
- akcydensy manipulacyjne – druki przeznaczone do wypełniania lub wykorzystania w czynnościach urzędowych, handlowych itp., np. blankiety[2], bilety[2], banknoty, formularze, kwestionariusze, legitymacje, mandaty, świadectwa, znaczki pocztowe i skarbowe, zaświadczenia; wszelkiego rodzaju oficjalne dokumenty, jak i papiery wartościowe
- akcydensy opakowaniowe, np. etykiety, metki, obwoluty, banderole
- akcydensy przemysłowe, np. kalkomania
- akcydensy wydawnicze, np. mapy, nuty

Potocznie akcydensami nazywane są wszystkie drobne wyroby poligraficzne, nie tylko jednokartkowe, ale także te o niewielkiej liczbie kartek.